# 吉岡健太郎 (ラグビー選手)
吉岡 健太郎（よしおか けんたろう、1995年9月26日 - ）は、兵庫県神戸市出身のラグビーユニオン選手。身長173cm、体重68kg。

## 人物
小さい頃からスポーツに励み、中学校2年生（13歳）の時にラグビーの試合を見て興味を持ち、ラグビーを始める。 神戸市立工業高等専門学校に進学し、ラグビー選手として活躍。

## 大会成績
- 2014年01月05日 - 第44回全国高等専門学校ラグビーフットボール大会、久留米高専と対戦し勝利
- 2014年01月07日 - 第44回全国高等専門学校ラグビーフットボール大会、仙台高専名と対戦し敗退